# Banian de Howrah
Le grand Banian de Howrah est un figuier du Bengale (genre Ficus benghalensis) qui, avec l'ensemble de ses racines aériennes, forme une circonférence au sol de près d’un demi-kilomètre. Sa frondaison est la plus large au monde. Le grand banian est l'attraction principale du jardin botanique de Howrah, qui se trouve en bord du fleuve Hooghly (Calcutta, Inde).

## Histoire
Le Great Banyan tree (Grand Banian) comme il est appelé localement, a plus de 200 ans. Il est probable que l’arbre existait avant même la création du jardin botanique (en 1786), par le colonel-ingénieur Robert Kyd, de la Compagnie anglaise des Indes orientales. Des guides de voyages du XIXe siècle le mentionnent déjà. Un tableau de 1859 (de William Simpson) nous le montre dans toute sa vigueur déjà séculaire.
Il souffre gravement des cyclones tropicaux de 1884 et 1886, à la suite desquels des branches endommagées et trop exposées sont attaquées par un virulent champignon. En 1925 touché par un éclair il perd son tronc principal qui doit lui être enlevé. Il n’en continue pas moins de croître.

## Arbre remarquable
Aujourd’hui, la circonférence du Banian de Howrah est de 412 m pour un diamètre de 131 m. Cet arbre a la particularité d’avoir survécu à la perte de son tronc central et de continuer à croître, malgré cela, grâce à ses 2880 racines aériennes (d’après le dernier recensement) qui soutiennent des branches maîtresses... indépendantes de tout tronc !
L’aire occupée par cet arbre est de 14 500 mètres carrés (soit 1,5 hectares ou 4 acres).
Un chemin circulaire de 330 mètres fut tracé autour de l’arbre - en fait, une forêt de racines aériennes - mais de nouvelles racines pénétrant dans le sol au-delà du chemin de périmètre continuent à élargir la surface couverte (un hectare et demi) par la frondaison du grand banian. Sa branche la plus haute s’élève à moins de 25 mètres du sol.

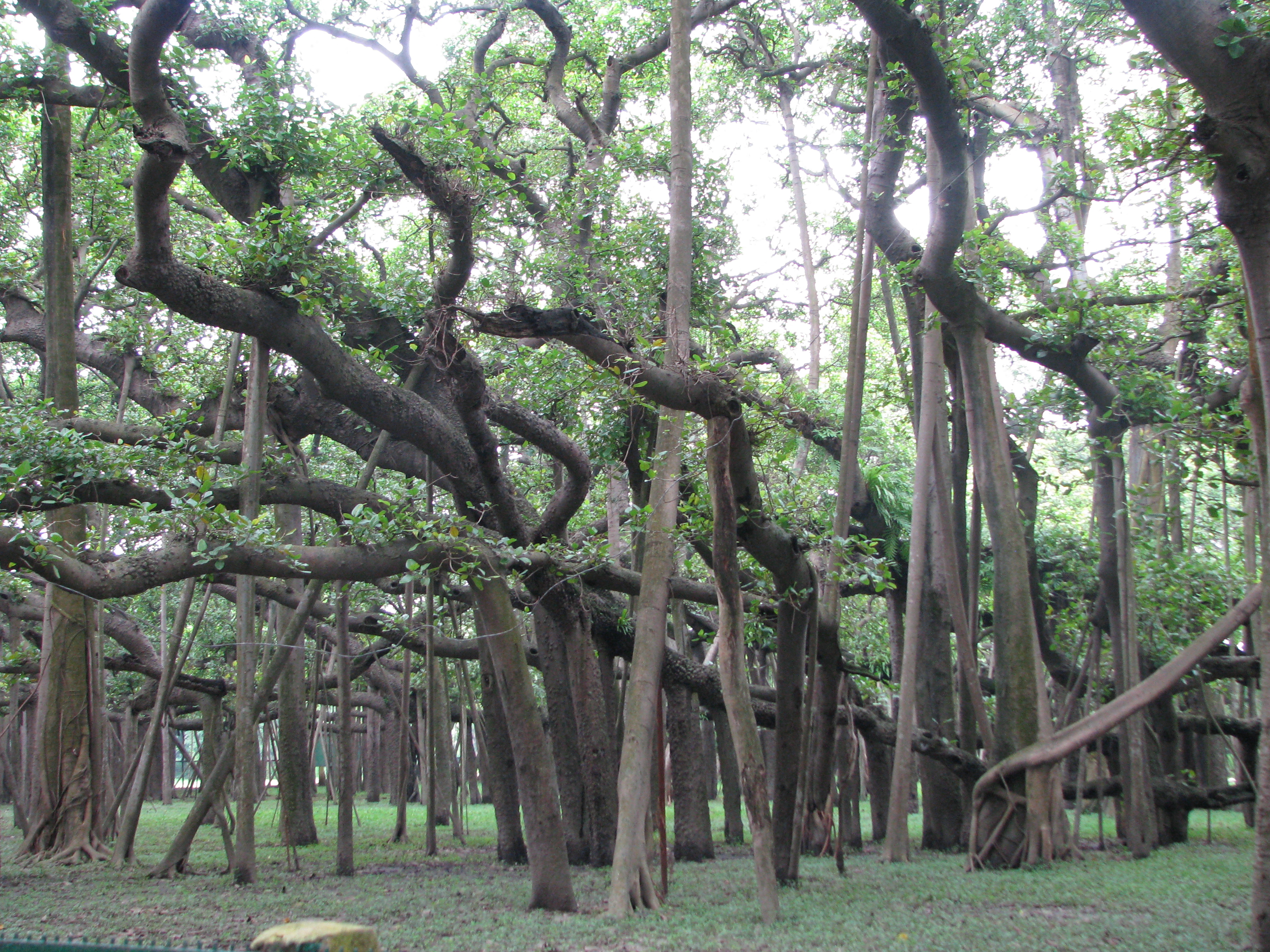
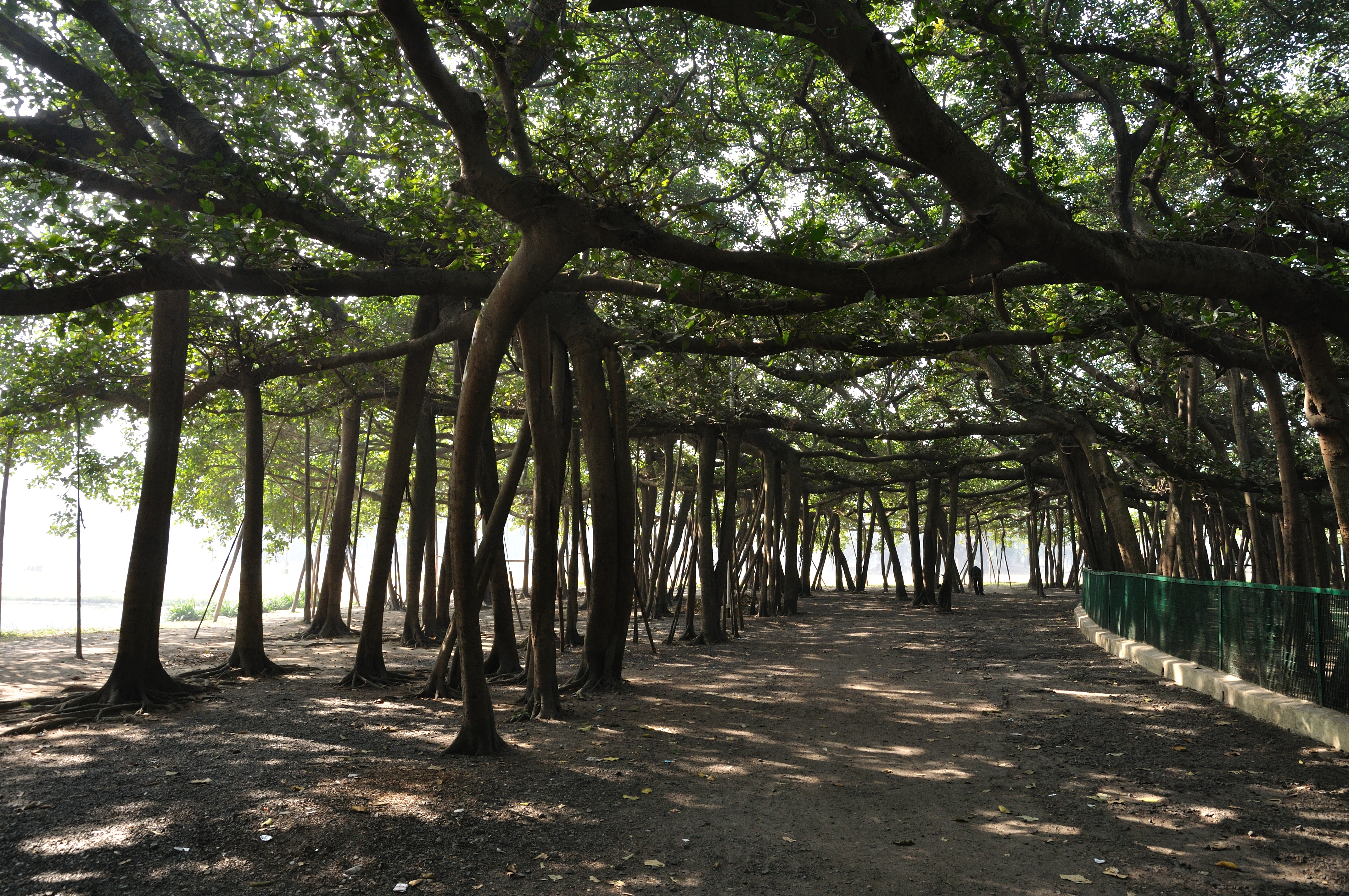
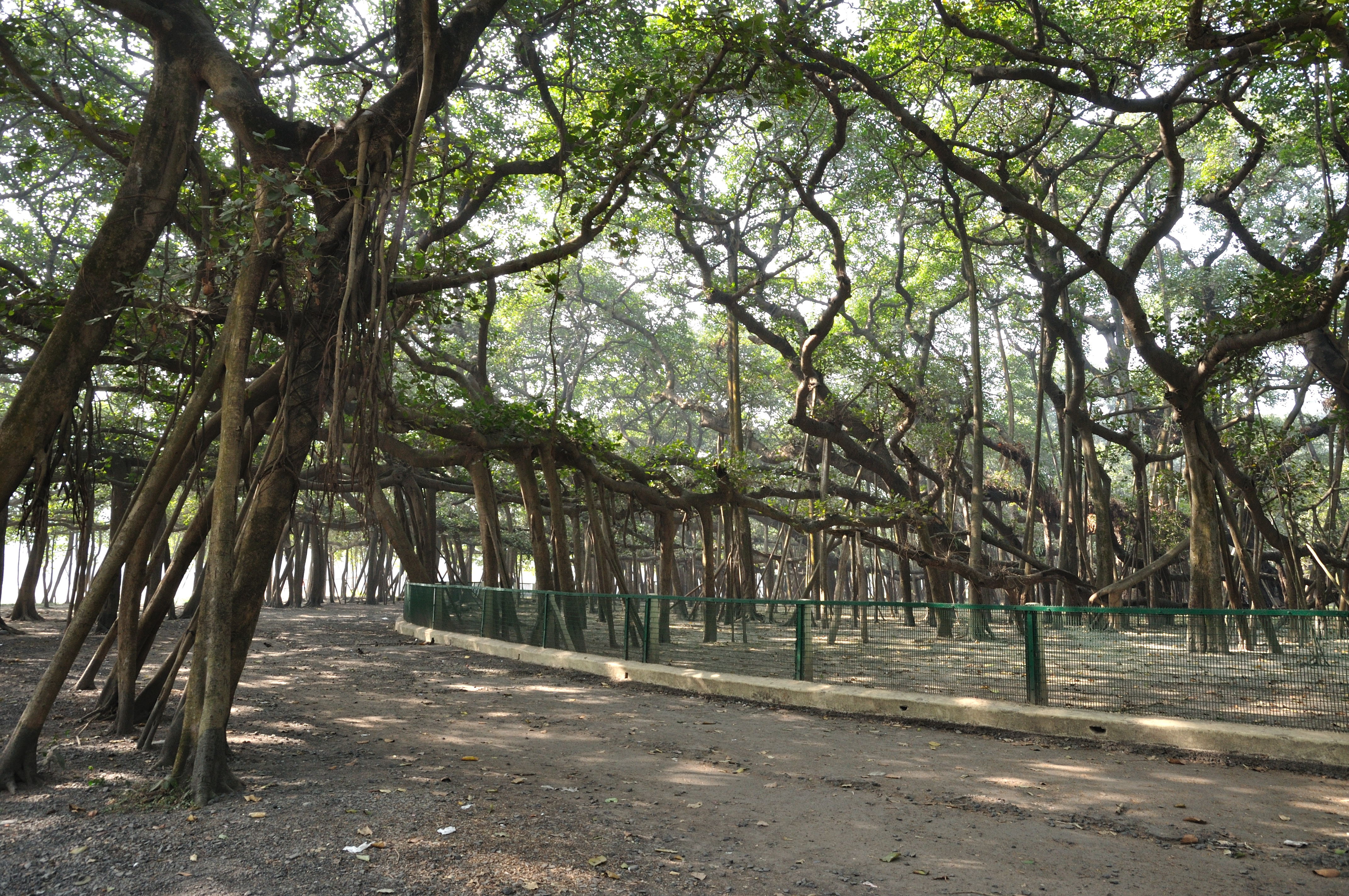
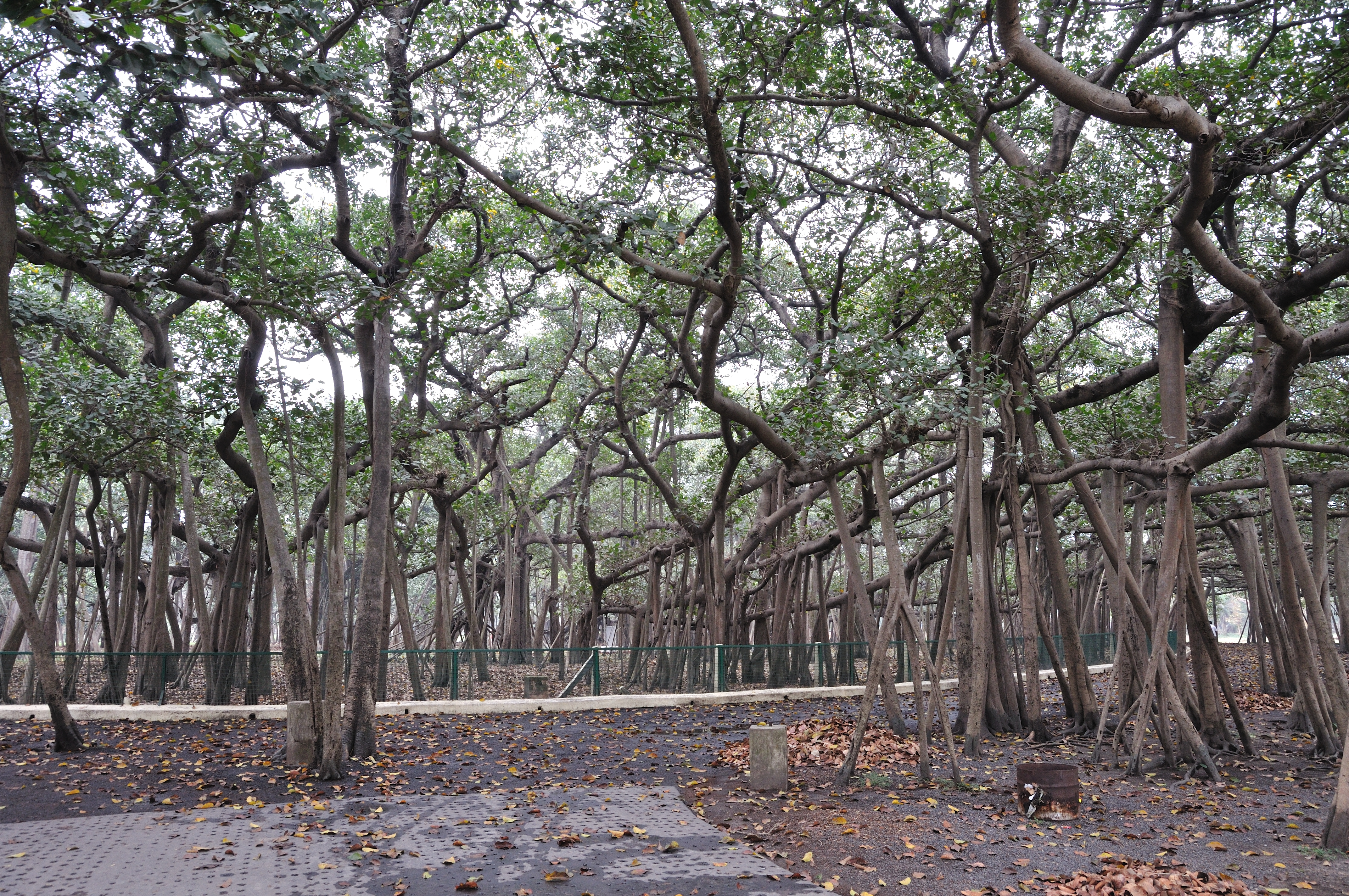
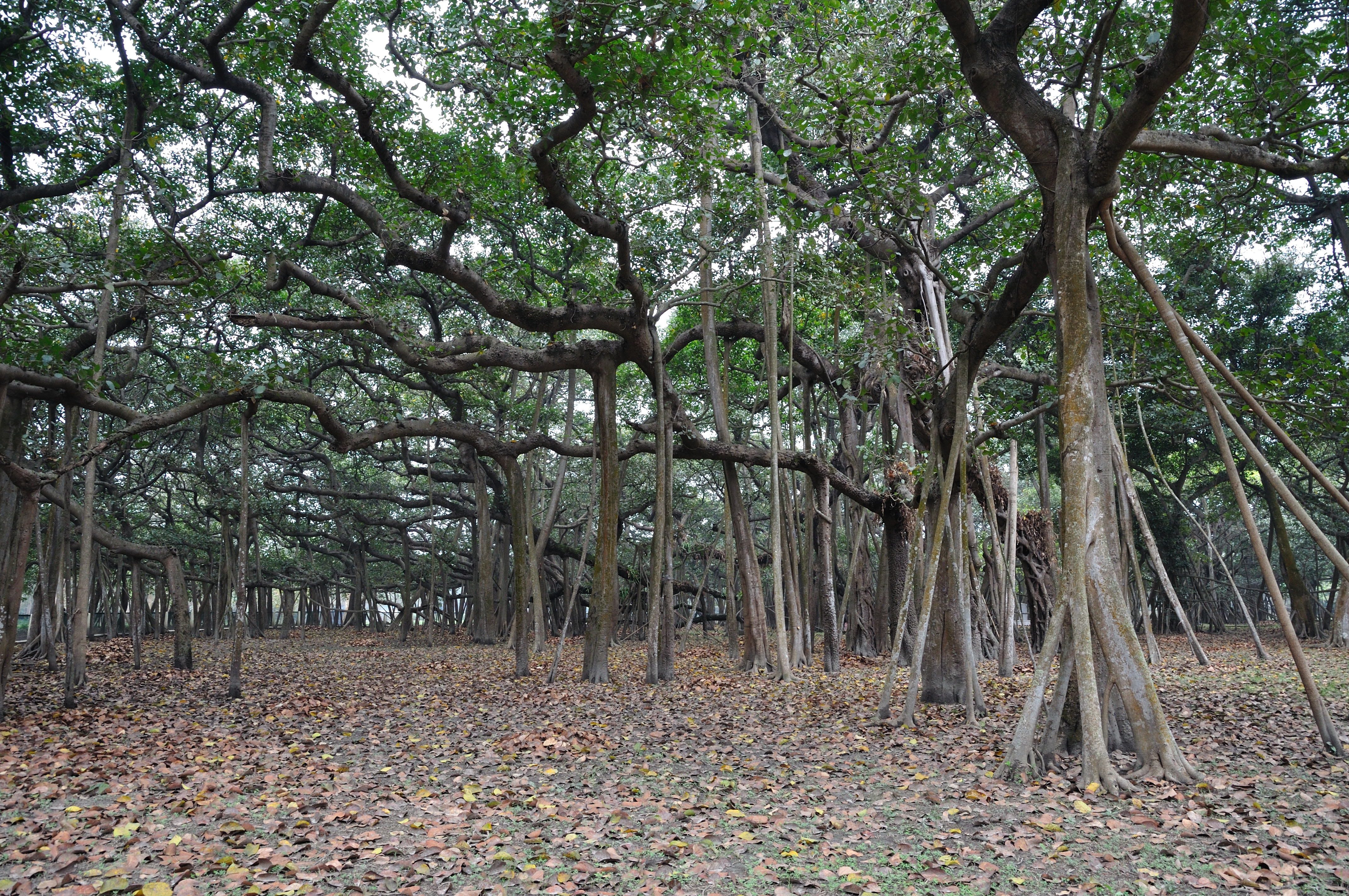